# Cárdenas, San Luis Potosí
Cárdenas là một đô thị thuộc bang San Luis Potosí, México. Năm 2005, dân số của đô thị này là 17804 người.